# Équipe de France de hockey sur glace
Cet article traite de l'équipe masculine. Pour l'équipe féminine, voir Équipe de France féminine de hockey sur glace.
Pour les articles homonymes, voir Équipe de France.
L'équipe de France de hockey sur glace est la sélection des meilleurs joueurs français de hockey sur glace. Elle est sous la tutelle de la Fédération française de hockey sur glace (FFHG).

## Historique

### 1920-1937: une nation pionnière

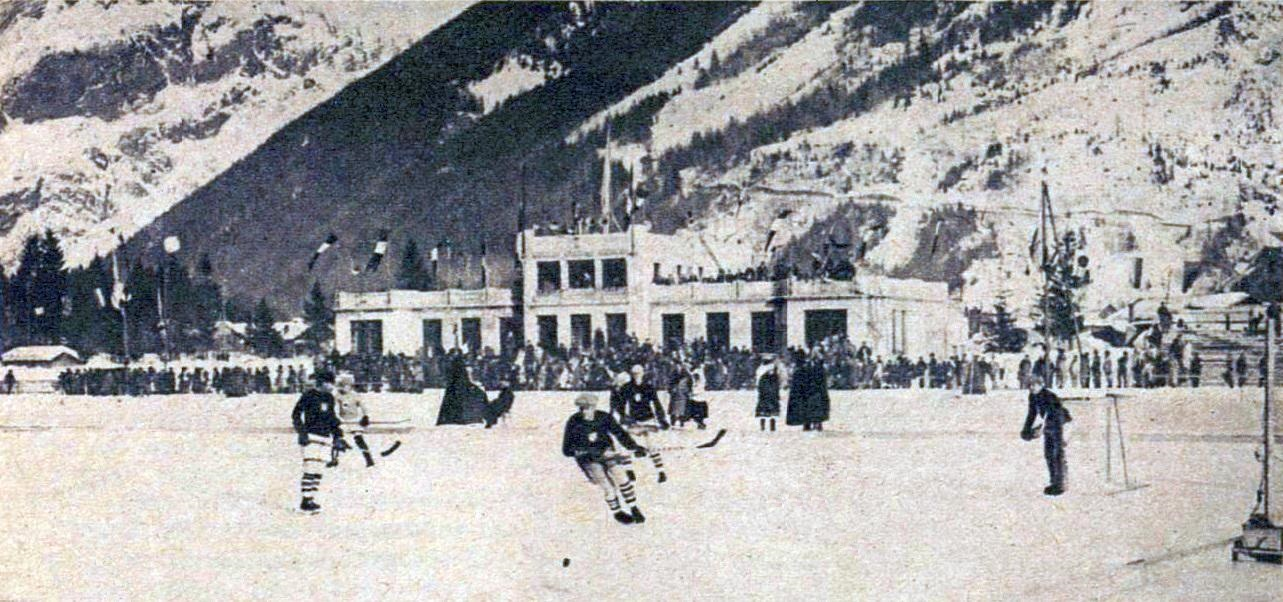
Le match États-Unis-France (22-0) aux Jeux de Chamonix 1924

Nation fondatrice de la fédération internationale, la France participe au Championnat du monde dès le premier tournoi, aux Jeux olympiques d'Anvers en 1920. Au Championnat d'Europe 1923, l’équipe nationale remporte la médaille d'argent, puis l'or l'année suivante au Championnat d’Europe à Milan, son plus grand succès encore aujourd'hui. En 1928, la France inscrit son meilleur résultat aux Jeux olympiques, avec une 5e place aux jeux de Saint-Moritz.

### 1938-1960: participations sporadiques
À partir de 1930, la présence française lors des championnats du monde devient irrégulière et elle ne renouvelle pas ces premiers succès. Le nombre de pays pratiquant le hockey augmentant, elle recule dans la hiérarchie mondiale.

### 1961-2000: remontée dans la hiérarchie
À partir du Championnat du monde 1961, les Tricolores participent de nouveau régulièrement. Ils évoluent d'abord dans le groupe C mondial (désormais Division 2). Aux Jeux de Grenoble en 1968, la France est directement reversée dans le groupe de consolation et termine 14e.
Les Jeux olympiques de 1972 sont une terrible occasion ratée pour les Français : alors qu'ils ont gagné leur qualification aux championnats du monde 1971, la FFSG, à l'invitation du Colonel Marceau Crespin, décide de ne pas envoyer les hockeyeurs disputer le tournoi. Décision surprenante, d'autant que les anciens en 68 avaient été sacrifiés, pour « préparer l'avenir ». Les joueurs décident alors de boycotter les mondiaux 1972 Groupe B en représailles, et certains arrêtent là leur carrière internationale. La France repart de zéro et attendra 13 ans pour remonter dans le Groupe B mondial.
En 1985 la France est promue en Division B, puis dans le groupe A en 1992.
Aux Jeux de Calgary 1988, la France se qualifie de façon régulière et participe pour la première fois depuis 1936 (les Jeux de 1968 se déroulant à Grenoble, la France était automatiquement qualifiée en tant que pays hôte, mais ne pouvait pas jouer pour les médailles olympiques).
Les Bleus parviennent à rester neuf années de suite au plus haut niveau mondial, et participent à cinq olympiades consécutifs, avant d'être relégués en Division 1 à l’issue du championnat du monde 2000 à Saint-Pétersbourg.

### 2000-2007: montées et descentes

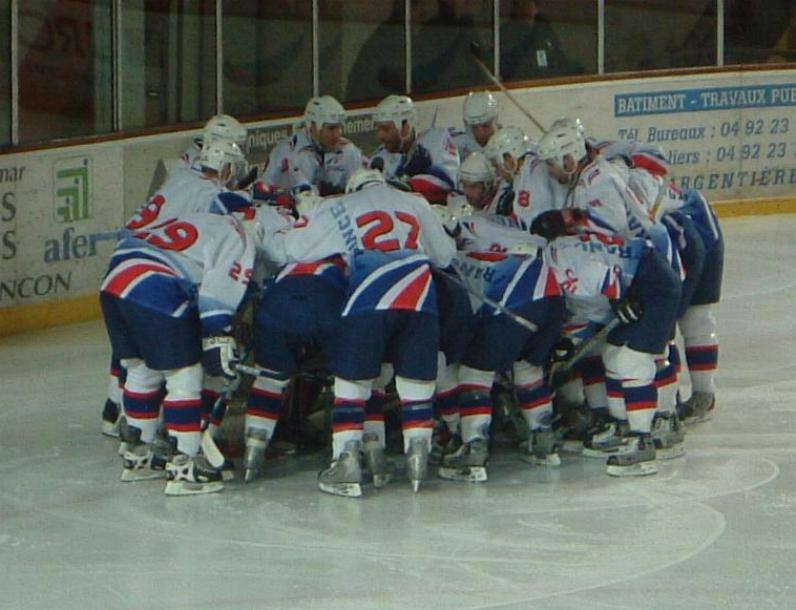
Euro Ice Hockey Challenge en 2003 à Briançon.

Depuis, les hockeyeurs français font « l'ascenseur ». Les Jeux de Salt Lake City de 2002 marque la dernière participation au tournoi olympique. Ils remontent dans l'élite une première fois pour le championnat 2004 à Prague, où ils sont relégués directement. En septembre 2004, le sectionneur Dave Henderson, secondé par Pierre Pousse, prend la tête des bleus.
En plus d'être organisée à domicile, à Amiens, les championnats Division I 2006 sont aussi l'occasion d'un évènement historique du hockey français, à savoir sa prise d'autonomie complète vis-à-vis de la Fédération française des sports de glace et la création d'une fédération indépendante, prévue à la suite du mondial. Une victoire au tournoi et une remontée en élite permettrait de célébrer de la meilleure manière cette renaissance attendue du hockey français.
Les Bleus réalisent un beau parcours, en défaisant tout d'abord le Japon (4-1), puis la Grande-Bretagne (1-0). Contre la Hongrie, ils ne peuvent faire mieux que le nul (3-3), puis terrassent Israël (9-0). La montée se joue alors au dernier match, face à l'équipe favorite, l'Allemagne. Malheureusement, le miracle n'a pas lieu et la France est défaite 5-0. Les bleus finissent second de la compétition et sont condamnés à rester en Division I encore une année.
Dans la Division I 2007, Groupe A, disputé du 15 au 21 avril, la France débute mal son mondial en s'inclinant de justesse 4 à 3, aux tirs au but face à l'Estonie, adversaire à sa portée bien qu'inconstant.
Elle se rattrape ensuite en remportant successivement ses matchs face aux Pays-Bas (4-2) et à la Pologne (4-0). Les Chinois, favoris pour la relégation en Division II, subissent le même sort (10-0).
Reste un dernier adversaire, le Kazakhstan, bête noire des Français depuis 2005 où l'équipe leur avait subtilisé la qualification olympique pour les jeux de 2006 par un seul petit but. Le match est serré mais les Français l'emportent 3 à 1. La France termine première du championnat et remonte en élite, ce qui lui permet de disputer le championnat 2008 au Québec, où l'IIHF compte fêter son centenaire.

### 2008 - 2018: L'ère Henderson

Ancien logo de l'Équipe de France.

En 2008, l'équipe de France retrouve l'élite après quatre ans. L'objectif est clairement le maintien. Le premier match des phases préliminaires l'oppose à la Suisse, nation montante depuis plusieurs années et sans surprise, les Hélvètes remportent le match 4-1. Dans le deuxième match face à la Suède, elle fait bonne figure pendant un tiers avant de craquer : 9-0. Le dernier match est censé être le plus à la portée des bleus, opposés au Bélarus, mais ils ne parviennent pas à corriger leurs erreurs et donnent toujours trop de pénalités à l'adversaire (défaite 3-1).
En poule de relégation, la France doit affronter trois fois l'Italie et gagner 2 matchs pour espérer se maintenir. L'objectif est à la portée des Bleus mais cela commence mal : après les matchs précédents, Teddy Trabichet et le capitaine Laurent Meunier sont blessés, et remplacés par Mathieu Mille et Damien Raux. Le premier match, les Bleus sont dominés au nombre de tirs, mais un Cristobal Huet impérial maintient la France la tête hors de l'eau et Baptiste Amar réalise le hold-up. La France remporte ce match 3 à 2. Le lendemain, même son de cloche : domination italienne, et grosse prestation de Huet. Victoire de la France 6 à 4 ; les Français restent en Élite.
En 2014, l'équipe de France, seulement 12e au classement international, bat le Canada, double champion olympique en titre, lors de la première journée du Mondial 2014 à Minsk 3-2 aux tirs au but.
Les Bleus subissent une défaite contre l’Italie (1-2) puis prennent le dessus sur la Slovaquie (5-3). Deux jours après sa courte défaite contre la Suède (2-1), tenante du titre, l’équipe de France vainc la Norvège aux tirs au but 5-4. Enfin, après son succès 6-2 contre le Danemark, l'équipe de France de hockey sur glace se qualifie pour les quarts de finale du championnat du monde, une première pour elle depuis 1995, date de son premier et dernier succès sur le Canada. Après le Mondial 2013 où ils avaient fait sensation en battant la Russie 2-1, la France confirme sa place dans la hiérarchie mondiale alors qu'elle dispute son septième championnat du monde Élite consécutif.

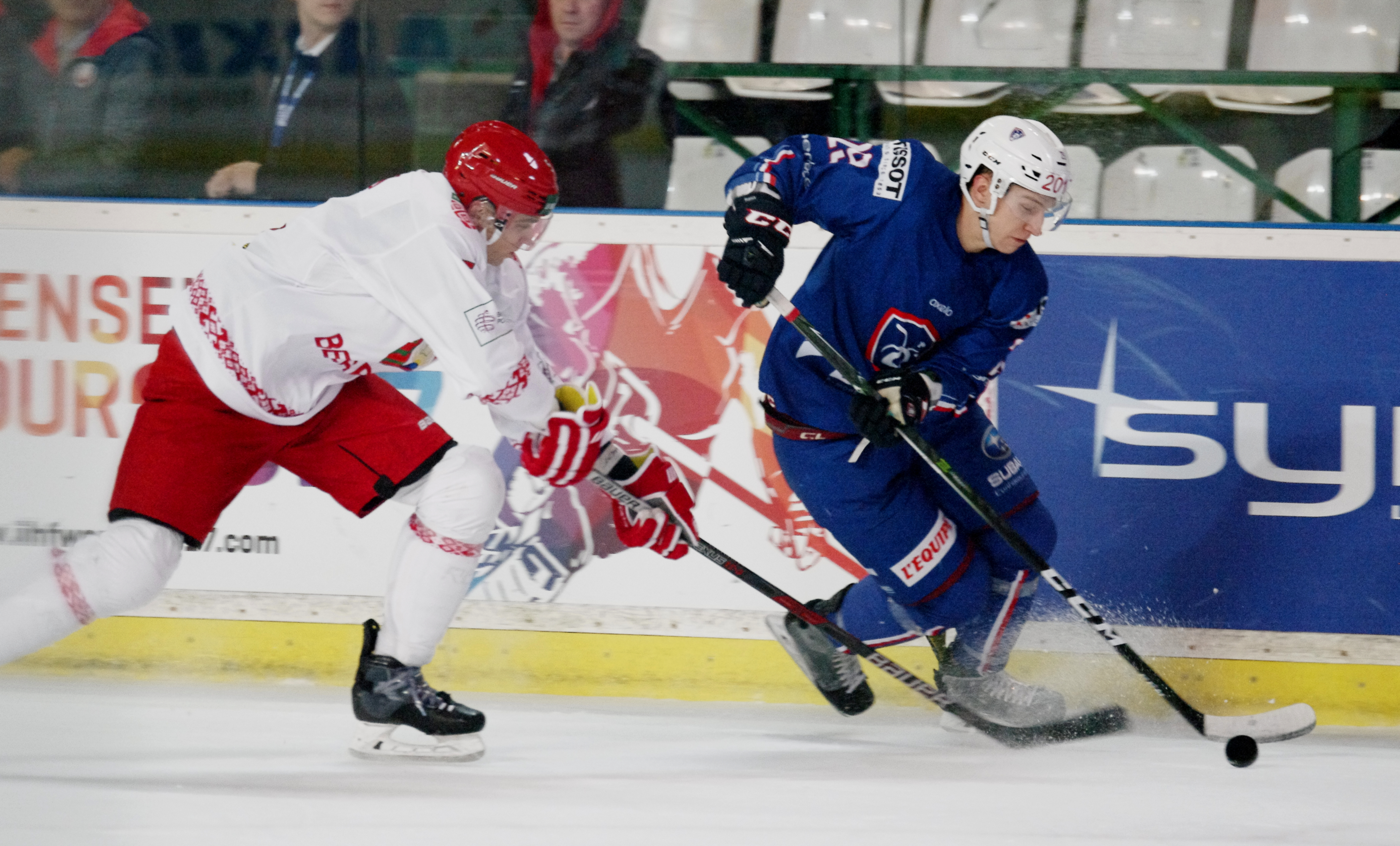
France-Biélorussie en mai 2017

En 2017, la France accueille pour la première fois depuis 1951 les championnats du monde Élites, conjointement avec l'Allemagne. Les bleus réalisent un beau parcours, en finissant 9e, battant la Finlande 5-1 (pour la première fois), la Suisse et frôlant l'exploit face au Canada. Ce championnat marque le départ de 2 joueurs emblématiques : Cristobal Huet et Laurent Meunier.
Les championnats du monde 2018 sont les derniers du sélectionneur Dave Henderson (secondé par Pierre Pousse), remplacé par Philippe Bozon. Ils auront réussi à garder les bleus dans l'Élite mondiale pendant 11 années consécutives.

### Depuis 2019: L'ère Bozon
En 2019, les Français perdent leur place en Élite après 11 saisons consécutives au plus haut niveau mondial, en terminant dernier de leur groupe, marqué par une correction contre les États-Unis 7-1.
En raison de la pandémie de Covid-19, les championnats de Division IA de 2020 et 2021 sont annulés, empêchant toute promotion dans l'Élite.
En août 2021, pour la cinquième fois consécutive, les Français échouent une nouvelle fois à se qualifier pour les Jeux olympiques, malgré 2 victoires, et une défaite d'un but contre la Lettonie.

### Matches mémorables
- 1992, Jeux olympiques de 1992 : après avoir résisté face au Canada (3-2) et à la Tchécoslovaquie (6-4), la France, qui n'a alors jamais encore accédé au groupe A mondial, réussit l'exploit d'atteindre les quarts de finale, en battant la Suisse 4 à 3[38], puis la Norvège 4 à 2. Le 18 février 1992, 5,2 millions de Français[39] regardent à la télévision l'équipe de France affronter les États-Unis. Malheureusement, les Bleus ne créeront pas à nouveau la surprise, ils s'inclinent 4 à 1, mais auront néanmoins réussi à faire de ce tournoi de hockey un vrai succès populaire dans leur pays.
- 2013, Championnat du monde de 2013 : le 9 mai 2013, l'équipe de France (14e mondiale) réalise l'exploit de battre la Russie (1re au classement mondial IIHF et championne du monde en titre) pour la première fois de son histoire lors d'un match officiel, par 2 buts à 1[40]. Les Bleus arrêtent ainsi une série de 13 victoires consécutives de la Russie en coupe du monde. Outre les deux buts français de Damien Fleury et Antoine Roussel, la rencontre qui s'est déroulée au Hartwall Arena d'Helsinki fut marquée par l'excellente performance du gardien français Florian Hardy qui arrêta un total de 28 tirs russes sur 29 tentatives[41],[42].

## Les joueurs et sélectionneurs

### Effectif actuel
| No    | Nom                          | Position       | Club                          |
| ----- | ---------------------------- | -------------- | ----------------------------- |
| +030, | Antoine Keller               | Gardien de but | Lausanne Hockey Club          |
| +032, | Quentin Papillon             | Gardien de but | Boxers de Bordeaux            |
| +033, | Julian Junca                 | Gardien de but | Dukla Michalovce              |
| +005, | Enzo Guebey                  | Défenseur      | Hockey Club Davos             |
| +006, | Vincent Llorca               | Défenseur      | Ducs d'Angers                 |
| +007, | Pierre Crinon                | Défenseur      | Brûleurs de loups de Grenoble |
| +008, | Hugo Gallet - A              | Défenseur      | Tappara Tampere               |
| +027, | Jules Boscq                  | Défenseur      | Heartlanders de l'Iowa        |
| +028, | Fabien Bourgeois             | Défenseur      | Spartiates de Marseille       |
| +044, | Kevin Spinozzi               | Défenseur      | Boxers de Bordeaux            |
| +086, | Yohan Coulaud                | Défenseur      | Spartiates de Marseille       |
| +003, | Charles Bertrand             | Attaquant      | ERC Ingolstadt                |
| +009, | Alexandre Texier             | Attaquant      | Blues de Saint-Louis          |
| +020, | Fabien Colotti               | Attaquant      | Spartiates de Marseille       |
| +022, | Guillaume Leclerc            | Attaquant      | Brûleurs de loups de Grenoble |
| +025, | Nicolas Ritz                 | Attaquant      | Ducs d'Angers                 |
| +029, | Louis Boudon                 | Attaquant      | Nybro Vikings IF              |
| +041, | Pierre-Édouard Bellemare - C | Attaquant      | Hockey Club Ajoie             |
| +070, | Baptiste Bruche              | Attaquant      | Boxers de Bordeaux            |
| +072, | Jordann Perret               | Attaquant      | Mountfield HK                 |
| +077, | Sacha Treille                | Attaquant      | Brûleurs de loups de Grenoble |
| +078, | Dylan Fabre(1)               | Attaquant      | Ässät                         |
| +081, | Anthony Rech                 | Attaquant      | Dragons de Rouen              |
| +090, | Aurélien Dair                | Attaquant      | Brûleurs de loups de Grenoble |
| +094, | Timothé Bozon                | Attaquant      | Lausanne Hockey Club          |
| +095, | Kévin Bozon                  | Attaquant      | Hockey Club Ajoie             |

- (1) : Blessé lors du premier match contre la Lettonie, Dylan Fabre est remplacé par Baptiste Bruche.

### Capitaines
Liste des capitaines de l'équipe de France :
- 1920 – 1928 :  Albert De Rauch
- 1930 – 1935 :  Albert Hassler
- 1935 – 1938 :  Jacques Lacarrière
- 1950 – 1951 :  Jacques De Mezières
- 1951 – 1955 :  Paul Revoyaz
- 1955 – 1965 :  Calixte Pianfetti
- 1965 – 1967 :  Philippe Lacarrière
- 1967 – 1969 :  Gilbert Itzicsohn
- 1969 – 1970 :  Gérard Faucomprez
- 1970 – 1976 :  Gilbert Itzicsohn

- 1976 – 1979 :  Jean Vassieux
- 1979 – 1981 :  Alain Vinard
- 1981 – 1983 :  Jean Le Blond

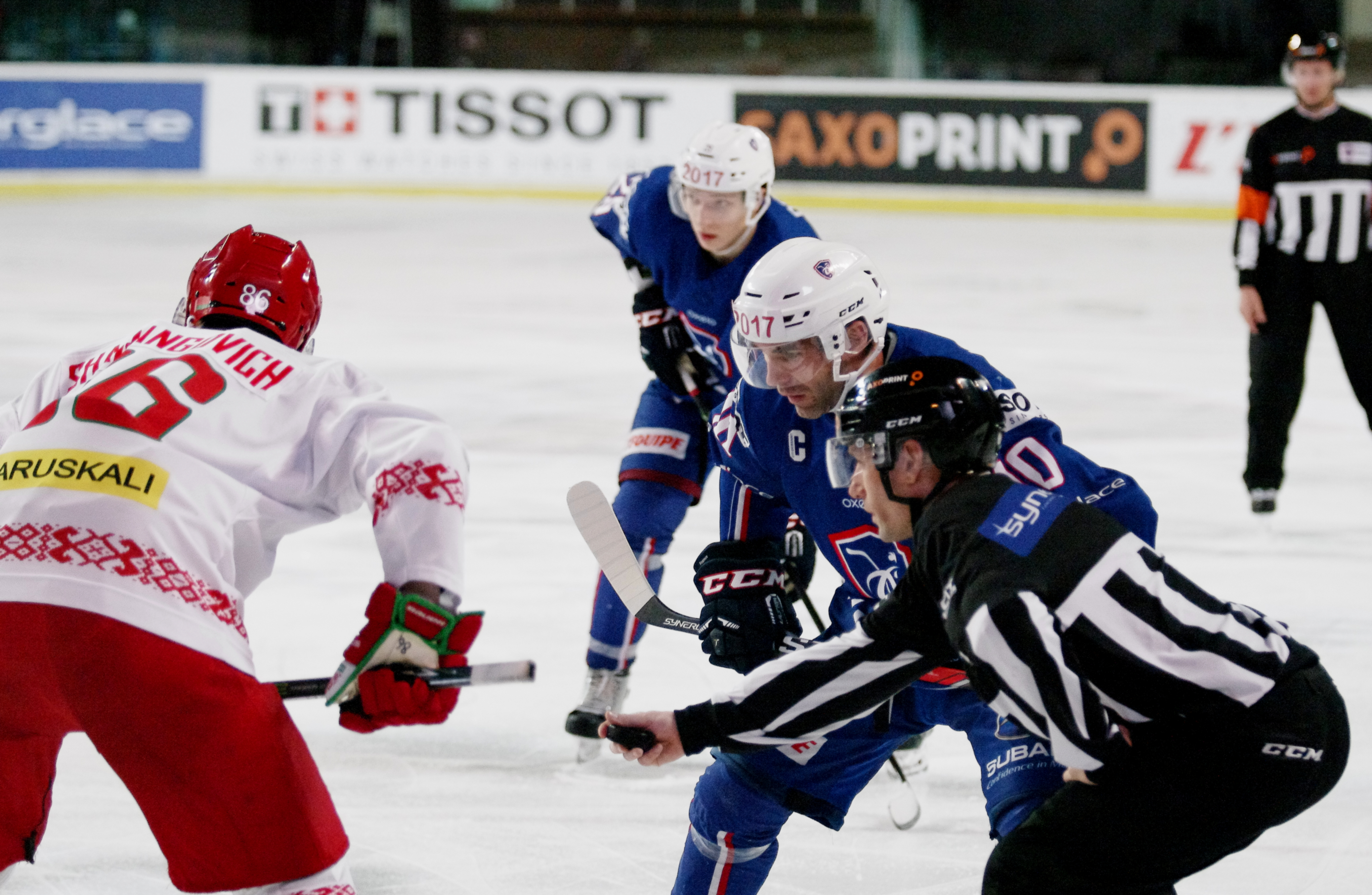
Laurent Meunier à l'engagement, en 2017, en match de préparation avant son dernier championnat du monde.

- 1983 – 1984 :  André Peloffy & Michel Lussier
- 1984 – 1985 :  André Peloffy & Guy Dupuis
- 1985 – 1988 :  André Peloffy
- 1988 – 1993 :  Antoine Richer
- 1993 – 1994 :  Antoine Richer & Denis Perez
- 1994 – 1996 :  Antoine Richer
- 1996 – 1999 :  Jean-Philippe Lemoine
- 1999 – 2004 :  Arnaud Briand
- 2004 – 2017 :  Laurent Meunier
- depuis 2018 :  Pierre-Édouard Bellemare, Stéphane Da Costa & Damien Fleury

### Sélectionneurs
Depuis 1961, la liste des sélectionneurs de l'équipe de France est la suivante :
- 1961-1962 : Paul Émile Provost (Canada)
- 1962-1963 : Pete Laliberté (Canada)
- 1963 à 1965 : Raynald Lacroix (Canada)
- 1965-1966 : Gaston Pelletier (Canada)
- 1966-1967 : Pierre Lacoste (Canada)
- 1967 à 1978 : Pete Laliberté (Canada)
- 1978 à 1981 : Zdeněk Bláha (Tchécoslovaquie)
- 1981 à 1984 : Jacques Tremblay (Canada)
- 1984-1985 : Paul Lang (Tchécoslovaquie) et Patrick Francheterre (France)
- 1985 à 1986 : Patrick Francheterre
- 1986 à 1994 : Kjell Larsson (Suède)
- 1994 à 1996 : Juhani Tamminen (Finlande) et André Peloffy (Canada)
- 1996-1997 : Dany Dubé (Canada)
- 1997-1998 : Herb Brooks (États-Unis)
- 1998-1999 : Mikael Lundström (Suède)
- 1999-2000 : Stéphane Sabourin (Canada)
- 2000-2004 : Heikki Leime (Finlande)
- 2004-2018 : Dave Henderson (Canada et France)
- 2018-2024 : Philippe Bozon (France)
- Depuis 2024 : Yorick Treille (France)

## Résultats

### Jeux olympiques
| - 1920 - 6e place - 1924 - 6e place - 1928 - 5e place - 1932 - n'a pas participé - 1936 - 9e place - 1948 - n'a pas participé - 1952 - n'a pas participé - 1956 - n'a pas participé - 1960 - n'a pas participé | - 1964 - n'a pas participé - 1968 - 14e place - 1972 - n'a pas participé - 1976 - n'a pas participé - 1980 - n'a pas participé (Trophée Thayer Tutt : 7e place) - 1984 - n'a pas participé (Trophée Thayer Tutt : 7e place) - 1988 - 11e place - 1992 - 8e place - 1994 - 10e place | - 1998 - 11e place - 2002 - 14e place - 2006 - Non qualifié - 2010 - Non qualifié - 2014 - Non qualifié - 2018 - Non qualifié - 2022 - Non qualifié - 2026 - Qualifié - 2030 - Qualifié (pays hôte) |

### Championnat du monde
Les Jeux olympiques d'hiver tenus entre 1920 et 1968 comptent également comme les championnats du monde . Durant les Jeux olympiques de 1980, 1984 et 1988 il n'y a pas eu de compétition du tout.
- 1930 - 6e place
- 1931 - 9e place
- 1933 - n'a pas participé
- 1934 - 11e place
- 1935 - 7e place
- 1937 - 7e place
- 1938 - n'a pas participé
- 1939 - n'a pas participé
- 1947 - n'a pas participé
- 1949 - n'a pas participé
- 1950 - 9e place
- 1951 - 9e place (2e de la poule B)
- 1952 - 15e place (6e de la poule B)
- 1953 - 8e place (5e de la poule B)
- 1955 - n'a pas participé
- 1957 - n'a pas participé
- 1958 - n'a pas participé
- 1959 - n'a pas participé
- 1961 - 16e place (2e de la poule C)
- 1962 - 11e place (3e de la poule B)
- 1963 - 14e place (6e de la poule B)
- 1964 - n'a pas participé
- 1965 - 17e place (9e de la poule B)
- 1966 - 20e place (4e de la poule C)
- 1967 - 20e place (4e de la poule C)
- 1968 - 14e place (6e de la poule B)
- 1969 - n'a pas participé
- 1970 - 18e place (4e de la poule C)
- 1971 - 16e place (2e de la poule C)
- 1972 - n'a pas participé
- 1973 - 20e place (6e de la poule C)
- 1974 - 19e place (5e de la poule C)
- 1975 - 19e place (5e de la poule C)
- 1976 - 16e place (3e de la poule C)
- 1977 - 21e place (4e de la poule C)
- 1978 - 22e place (6e de la poule C)
- 1979 - 21e place (3e de la poule C)
- 1981 - 21e place (5e de la poule C)
- 1982 - 20e place (4e de la poule C)
- 1983 - 21e place (5e de la poule C)
- 1985 - 17e place (1er de la poule C)
- 1986 - 12e place (4e de la poule B)
- 1987 - 12e place (4e de la poule B)
- 1989 - 11e place (3e de la poule B)
- 1990 - 12e place (4e de la poule B)
- 1991 - 11e place (3e de la poule B)
- 1992 - 11e place
- 1993 - 12e place
- 1994 - 10e place
- 1995 - 8e place
- 1996 - 11e place
- 1997 - 11e place
- 1998 - 13e place
- 1999 - 15e place
- 2000 - 15e place
- 2001 - 2e de division I, groupe A
- 2002 - 2e de division I, groupe A
- 2003 - 1er de division I, groupe B
- 2004 - 16e place
- 2005 - 2e de division I, groupe B
- 2006 - 2e de division I, groupe A
- 2007 - 1er de division I, groupe A
- 2008 - 14e place
- 2009 - 12e place
- 2010 - 14e place
- 2011 - 12e place
- 2012 - 9e place
- 2013 - 13e place
- 2014 - 8e place
- 2015 - 12e place
- 2016 - 14e place
- 2017 - 9e place
- 2018 - 12e place
- 2019 - 15e place
- 2020 - Annulé en raison de la pandémie de Covid-19
- 2021 - Annulé en raison de la pandémie de Covid-19
- 2022 - 12e place
- 2023 - 12e place
- 2024 - 14e place
- 2025 - 16e place

Note :  Promue ;  Reléguée

### Championnat d'Europe
- 1910 - 1922 - n'a pas participé
- 1923 -
- 1924 -
- 1925 - n'a pas participé
- 1926 - 5e place
- 1927 - n'a pas participé
- 1929 - n'a pas participé
- 1932 - 6e place

## Classement mondial
| Année     | Rang | Points | Progression |
| --------- | ---- | ------ | ----------- |
| 2003      | 18   | 2 575  |             |
| 2004      | 18   | 2 400  | ±0          |
| 2005      | 17   | 2 150  | +1          |
| Mai 2006  | 19   | 2 720  | -2          |
| 2007      | 19   | 2 525  | ±0          |
| 2008      | 18   | 2 410  | +1          |
| 2009      | 14   | 2 325  | +4          |
| Fév. 2010 | 16   | 2 860  | -2          |
| Mai 2010  | 15   | 2 900  | +1          |
| 2011      | 14   | 2 765  | +1          |
| 2012      | 14   | 2 660  | ±0          |

| Année     | Rang | Points | Progression |
| --------- | ---- | ------ | ----------- |
| 2013      | 13   | 2 450  | +1          |
| Fév. 2014 | 12   | 3 065  | +1          |
| Mai 2014  | 12   | 3 165  | ±0          |
| 2015      | 12   | 2 930  | ±0          |
| 2016      | 14   | 2 655  | -2          |
| 2017      | 13   | 2 505  | +1          |
| Fev. 2018 | 12   | 3 145  | +1          |
| Mai 2018  | 13   | 3 115  | -1          |
| 2019      | 13   | 2 840  | ±0          |
| 2020      | 14   | 2540   | -1          |
| 2021      | 15   | 2295   | -1          |

## Les adversaires de la France depuis 1905
| Pays            | PJ | V  | N | D  | BP  | BC  | Diff | Premier match                    | Dernier match                      |
| --------------- | -- | -- | - | -- | --- | --- | ---- | -------------------------------- | ---------------------------------- |
| Afrique du Sud  | 1  | 1  | 0 | 0  | 11  | 2   | +9   | 12/03/1961 (11-2) à Lausanne     | -                                  |
| Allemagne       | 25 | 7  | 0 | 18 | 49  | 77  | -28  | 08/02/1934 (0-4) à Milan         | 21/05/2024 (3-6) à Ostrava         |
| Australie       | 3  | 3  | 0 | 0  | 32  | 4   | +28  | 13/03/1962 (13-1) au Colorado    | 19/03/1979 (9-3) à Barcelone       |
| Autriche        | 39 | 16 | 4 | 19 | 122 | 147 | -25  | 03/1926 (1-2) à Davos            | 16/05/2025 (2-3) à Stockholm       |
| Belgique        | 17 | 13 | 1 | 3  | 113 | 29  | +84  | 07/03/1923 (4-1) à Anvers        | 16/03/1978 (9-0) aux îles Canaries |
| Biélorussie     | 22 | 6  | 0 | 16 | 38  | 69  | -31  | 07/02/1998 (0-4) à Nagano        | 13/11/2021 (3-6) à Jesenice        |
| Bulgarie        | 13 | 8  | 0 | 5  | 65  | 34  | +31  | 20/03/1967 (2-3) à Vienne        | 13/11/2004 (15-0) à Briançon       |
| Canada          | 20 | 2  | 0 | 18 | 32  | 115 | -83  | 01/02/1931 (0-9) à Krynica-Zdrój | 13/05/2025 (0-5) à Stockholm       |
| Chine           | 7  | 2  | 2 | 3  | 39  | 34  | +5   | 15/03/1973 (1-2) aux Pays-Bas    | 04/04/1987 (12-3) à Canazei        |
| Corée du Nord   | 4  | 4  | 0 | 0  | 62  | 7   | +55  | 09/03/1974 (6-2) à Gap           | 17/03/1985 (12-0) à Megève         |
| Corée du Sud    | 3  | 3  | 0 | 0  | 42  | 4   | +38  | 24/03/1979 (15-3) à Barcelone    | 18/04/2002 (10-0) à Eindhoven      |
| Croatie         | 4  | 4  | 0 | 0  | 29  | 3   | +21  | 14/04/2002 (6-1) à Eindhoven     | 11/11/2007 (6-1) à Torre Pellice   |
| Danemark        | 41 | 19 | 0 | 22 | 131 | 139 | -8   | 11/03/1962 (7-2) au Colorado     | 10/02/2024 (5-4) à Épinal          |
| Espagne         | 6  | 6  | 0 | 0  | 60  | 10  | +50  | 18/03/1977 (12-1) à Copenhague   | 14/03/1985 (12-1) à Megève         |
| Estonie         | 2  | 2  | 0 | 0  | 13  | 0   | +13  | 18/04/2003 (6-0) à Zagreb        | 14/11/2004 (7-0) à Briançon        |
| États-Unis      | 17 | 1  | 1 | 15 | 22  | 97  | -75  | 30/01/1924 (0-22) à Chamonix     | 16/05/2024 (0-5) à Ostrava         |
| Finlande        | 13 | 1  | 0 | 12 | 15  | 58  | -43  | 16/02/1988 (1-10) à Calgary      | 11/05/2025 (3-4 a.p.) à Stockholm  |
| Grande-Bretagne | 20 | 10 | 2 | 8  | 82  | 83  | -1   | 29/01/1924 (2-15) à Chamonix     | 20/05/2019 (3-4 a.p.) à Košice     |
| Hongrie         | 22 | 11 | 1 | 10 | 71  | 74  | -3   | 11/02/1928 (2-0) à Saint-Moritz  | 16/05/2023 (2-3) à Tampere         |
| Italie          | 44 | 19 | 1 | 24 | 121 | 148 | -27  | 15/03/1924 (12-0) à Milan        | 14/04/2024 (2-3) à Aoste           |
| Japon           | 16 | 9  | 1 | 6  | 63  | 58  | +5   | 09/03/1962 (8-10) au Colorado    | 11/11/2022 (4-1) à Budapest        |
| Kazakhstan      | 10 | 5  | 0 | 5  | 31  | 29  | +2   | 17/04/2002 (6-0) à Eindhoven     | 11/05/2024 (1-3) à Ostrava         |
| Lettonie        | 33 | 11 | 1 | 21 | 63  | 96  | -33  | 16/03/1932 (1-0) à Berlin        | 10/05/2025 (1-4) à Stockholm       |
| Lituanie        | 1  | 1  | 0 | 0  | 7   | 1   | +6   | 16/04/2001 (7-1) à Grenoble      | -                                  |
| Norvège         | 48 | 13 | 3 | 32 | 108 | 180 | -72  | 14/03/1950 (0-11) à Londres      | 26/04/2025 (4-1) à Cergy-Pontoise  |
| Pays-Bas        | 19 | 14 | 1 | 4  | 105 | 74  | +31  | 21/03/1950 (2-4) à Londres       | 15/04/2010 (6-0) à Tilbourg        |
| Pologne         | 20 | 13 | 1 | 6  | 54  | 55  | -1   | 14/01/1926 (2-1) à Davos         | 14/05/2024 (4-2) à Ostrava         |
| Roumanie        | 11 | 7  | 0 | 4  | 51  | 36  | +15  | 04/02/1931 (7-1) à Krynica-Zdrój | 15/05/2021 (3-2) à Ljubljana       |
| Russie          | 14 | 2  | 0 | 12 | 13  | 65  | -52  | 03/05/1992 (0-8) à Prague        | 14/04/2019 (0-2) à Rouen           |
| Slovaquie       | 23 | 4  | 0 | 19 | 44  | 95  | -51  | 21/02/1994 (2-6) à Lillehammer   | 14/05/2025 (1-2) à Stockholm       |
| Slovénie        | 29 | 15 | 1 | 13 | 81  | 67  | +14  | 07/11/1998 (5-2) à Ljubljana     | 19/05/2025 (1-3) à Stockholm       |
| Suède           | 20 | 2  | 0 | 18 | 22  | 91  | -69  | 25/04/1920 (0-4) à Anvers        | 17/05/2025 (0-4) à Stockholm       |
| Suisse          | 44 | 12 | 1 | 31 | 82  | 164 | -82  | 10/03/1923 (4-2) à Anvers        | 19/04/2025 (2-5) à Marseille       |
| Tchéquie        | 11 | 0  | 0 | 11 | 22  | 67  | -45  | 24/04/1993 (2-6) à Dortmund      | 13/05/2018 (0-6) à Copenhague      |
| Tchécoslovaquie | 7  | 1  | 1 | 5  | 8   | 24  | -16  | 08/03/1923 (2-1) à Anvers        | 10/02/1992 (4-6) à Albertville     |
| Ukraine         | 14 | 9  | 0 | 5  | 56  | 53  | +3   | 05/11/1998 (1-4) à Ljubljana     | 29/08/2024 (7-2) à Riga            |
| Yougoslavie     | 9  | 4  | 0 | 5  | 38  | 47  | -9   | 14/03/1951 (10-3) à Paris        | 29/03/1991 (4-2) à Jesenice        |

- Dernière mise à jour le 21 mai 2025

## Équipe des moins de 20 ans

### Championnats du monde junior
La France participe au Championnat du monde junior deux ans après sa création officielle en 1977. Elle évolue pendant longtemps en Groupe B, juste au-dessous du niveau élite, qui devient par la suite la Division 1. Après l'élargissement des groupes en 2012, elle oscille entre la Division IA et le niveau inférieur IB.
- 1979 - 2e place du Groupe B
- 1980 - 7e place du Groupe B
- 1981 - 8e place du Groupe B
- 1982 - 5e place du Groupe B
- 1983 - 5e place du Groupe B
- 1984 - 6e place du Groupe B
- 1985 - 8e place du Groupe B
- 1986 - 1re place du Groupe C
- 1987 - 5e place du Groupe B
- 1988 - 5e place du Groupe B
- 1989 - 6e place du Groupe B
- 1990 - 5e place du Groupe B
- 1991 - 3e place du Groupe B
- 1992 - 4e place du Groupe B
- 1993 - 5e place du Groupe B
- 1994 - 3e place du Groupe B
- 1995 - 4e place du Groupe B
- 1996 - 7e place du Groupe B
- 1997 - 3e place du Groupe B
- 1998 - 6e place du Groupe B
- 1999 - 7e place du Groupe B
- 2000 - 3e place du Groupe B
- 2001 - 1re place du Groupe B
- 2002 - 10e place
- 2003 - 4e place de Division I, Groupe A
- 2004 - 3e place de Division I, Groupe B
- 2005 - 4e place de Division I, Groupe A
- 2006 - 4e place de Division I, Groupe A
- 2007 - 4e place de Division I, Groupe B
- 2008 - 5e place de Division I, Groupe B
- 2009 - 3e place de Division I, Groupe A
- 2010 - 6e place de Division I, Groupe A
- 2011 - 1re place de Division II Groupe A
- 2012 - 1re place de Division IB
- 2013 - 6e place de Division IA
- 2014 - 3e place de Division IB
- 2015 - 4e place de Division IB
- 2016 - 1re place de Division IB
- 2017 - 3e place de Division IA
- 2018 - 4e place de Division IA
- 2019 - 6e place de Division IA
- 2020 - 2e place de Division IB
- 2021 - Annulé en raison du coronavirus
- 2022 - 1re place de Division IB
- 2023 - 3e place de Division IA
- 2024 - 2e place de Division IA
- 2025 - 5e place de Division IA

## Équipe des moins de 18 ans

### Championnats du monde moins de 18 ans
L'équipe des moins de 18 ans participe dès la première édition des championnats du monde. Elle accède pour la première fois au groupe élite en 2018.
- 1999 - 6e place du groupe B
- 2000 - 8e place du groupe B
- 2001 - 2e place de Division II
- 2002 - 1re place de Division II
- 2003 - 4e place de Division I, groupe B
- 2004 - 5e place de Division I, groupe B
- 2005 - 4e place de Division I, groupe A
- 2006 - 4e place de Division I, groupe A
- 2007 - 6e place de Division I, groupe A
- 2008 - 1re place de Division II, groupe A
- 2009 - 4e place de Division I, groupe B
- 2010 - 4e place de Division I, groupe A
- 2011 - 3e place de Division I, groupe B
- 2012 - 4e place de Division I, groupe A
- 2013 - 5e place de Division IA
- 2014 - 5e place de Division IA
- 2015 - 3e place de Division IA
- 2016 - 4e place de Division IA
- 2017 - 1re place de Division IA
- 2018 - 10e place
- 2019 - 5e place de Division IA
- 2020 - Annulé en raison du coronavirus
- 2021 - Annulé en raison du coronavirus
- 2022 - 3e place de Division IA
- 2023 - 6e place de Division IA
- 2024 - 4e place de Division IB
- 2025 - 4e place de Division IB